# Voleibol de praia nos Jogos Mundiais Militares de 2011
As competições de voleibol de praia nos Jogos Mundiais Militares de 2011 foram disputadas entre os dias 17 e 23 de julho. Os eventos foram realizados na Praia de Copacabana. Nos jogos militares de 2011 foram disputadas duas medalhas de ouro, uma para cada sexo. O voleibol de praia foi apenas um evento de demonstração, mas teve distribuição de medalhas.

## Calendário
| Julho             | 15 | 16 | 17 | 18 | 19 | 20 | 21 | 22 | 23 | 24 |
| ----------------- | -- | -- | -- | -- | -- | -- | -- | -- | -- | -- |
| Voleibol de praia |    |    |    |    |    |    |    |    | 2  |    |

|  | Dia de competição |  | Dia de final |

## Medalhistas
| Evento             | Ouro                                    | Prata                          | Bronze                                    |
| ------------------ | --------------------------------------- | ------------------------------ | ----------------------------------------- |
| Feminino detalhes  | Vanilda Leão · Ângela Lavalle · Brasil  | Fan Jihaui · Chang Liu · China | Rachel Nunes · Camila Fonseca · Brasil    |
| Masculino detalhes | Jan Ferreira · Bernardo Romano · Brasil | Liu Wen · Zhou Sun · China     | Rogério Ferreira · Roberto Pitta · Brasil |

## Quadro de Medalhas
| Ordem | País   | Medalha de ouro | Medalha de prata | Medalha de bronze | Total |
| ----- | ------ | --------------- | ---------------- | ----------------- | ----- |
| 1     | Brasil | 2               |                  | 2                 | 4     |
| 2     | China  |                 | 2                |                   | 2     |